# Hashihime

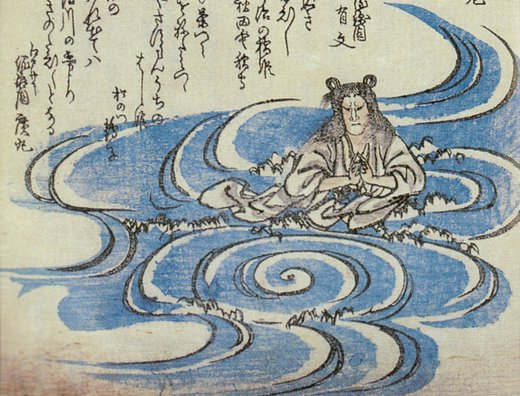
Hashihime come appare nel Kyōka Hyaku-Monogatari del 1853

Hashihime (橋姫? "La vergine del ponte") è un personaggio che apparve per la prima volta nella letteratura giapponese del periodo Heian, rappresentata come una donna che passa la notte aspettando il suo amante, e successivamente come un oni o un demone spinta dalla gelosia. Col tempo è stata associata sempre più spesso ad un ponte nella città di Uji.

## Biografia
Sappiamo molto poco riguardo all'origine dell'Hashihime. La sua interpretazione più comune è quella in cui è una moglie che si affligge per il ritorno del proprio marito/amante, ma a causa dell'infedeltà di quest'ultimo, lei si ingelosisce e si trasforma in un demone.

## Letteratura giapponese

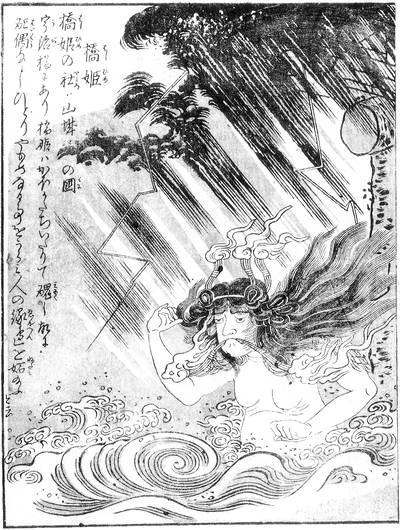
Hashihime come appare nel poema Kokishū

L'Hashihime appare per la prima volta nella raccolta di poemi Kokinwakashū (ca. 905), del quale l'autore è sconosciuto:
“Su una piccola matta erbosa
posando solo il proprio abito
stasera, di nuovo -
deve aspettarmi,
Hashihime di Uji”
Il nome dell'Hashihime appare anche in Genji monogatari ("La storia di Genji") di Murasaki come titolo di un capitolo. È anche citata più volte nei poemi waka lungo tutto il lavoro.